# Heinz Errelis
Heinz Franz August Errelis (* 12. Mai 1912 in Zwangshof, Kreis Konitz; † 4. Mai 1994 in Bochum) war ein deutscher SS-Hauptsturmführer und Leiter der Gestapoaußenstelle in Grodno.

## Leben
Heinz Errelis war Sohn eines Försters. Im Jahr 1919 verließ die Mutter mit den beiden Kindern Zwangshof und verzog nach Flatow/Grenzmark. Dort besuchte Errelis eine private höhere Schule bis zur Quarta und danach die staatliche Bildungsanstalt in Berlin-Lichterfelde. 1929 kehrte er nach Flatow zurück, wo inzwischen die Schule in ein Reformrealgymnasium umgewandelt worden war. Dort legte er 1932 die Reifeprüfung ab. Durch Vermittlung des Landrates bekam er eine unbezahlte Stellung als Volontär bei der Sparkasse in Flatow. Dort blieb er bis Mitte 1933. Im Oktober 1933 wurde er als Angestellter bei der Landeskriminalpolizeistelle in Schneidemühl eingestellt.

### Zeit in der SS
Am 1. Mai 1932 trat er in die SS und zum 1. Oktober 1932 in die NSDAP ein (Mitgliedsnummer 1.337.387). Nach dem Einsatz bei verschiedenen Grenzpolizeidienststellen wurde Errelis im August 1935 in den Vorbereitungsdienst übernommen. Er wurde bei den Staatspolizeidienststellen in Schneidemühl und 1937 in Berlin ausgebildet. Kommissarlehrgang in Berlin-Charlottenburg wurde bei Ausbruch des Krieges 1939 abgebrochen. Errelis kam zur Gestapoaußenstelle Flatow, der Staatspolizeistelle Schneidemühl. Nach seiner Ernennung zum Kriminalkommissar auf Probe wurde er im März 1940 nach Allenstein versetzt, wo er bei der Stapostelle die Leitung der Abteilung II übernahm.  Anfang Dezember 1941 wurde er Dienststellenleiter in Grodno, wo sich eine Nebenstelle der Außenstelle Bialystok befand. Errelis habe im November 1942, also kurz nach der endgültigen Schließung der Ghettos, zusammen mit Kurt Wiese sowie drei bis fünf Juden, darunter eine junge Frau mit einem Kind, durch Pistolenschüsse getötet. Anfang März 1943 wurde er nach Bialystok abkommandiert. Dort bearbeitete er eine Korruptionssache und stellte eine weissruthenische Schutzmannschaft auf. Er war an Deportation aus Ghetto Bialystok im Frühjahr 1943 3500 Juden und im August 1943 15 000 Juden beteiligt.
Ende 1943 wurde er zum Befehlshaber der Sicherheitspolizei (BdS) in Belgrad abgeordnet, wo er vertretungsweise als Leiter verschiedener Staatspolizeiaußenstellen eingesetzt wurde. Im Herbst 1944 sollte er in Albanien eine Außenstelle der Sicherheitspolizei übernehmen. Da dieser Auftrag wegen der Kriegsereignisse nicht mehr ausführbar war, wurde Errelis einer SS-Division zugeteilt. Schließlich meldete er sich zur Waffen-SS.

## Nachkriegsjahre
Am 12. Mai 1945 geriet Errelis in Klagenfurt in britische Kriegsgefangenschaft. 1947 gelang ihm die Flucht aus dem Gefangenenlager Rimini in Italien. Bis 1950 lebte er in Goslar und Bochum unter falschem Namen. Mehrere Jahre arbeitete er als kaufmännischer Angestellter in einem großen Bochumer Industriewerk.

### Haft
Das Ermittlungsverfahren gegen Errelis begann 1960. Er war in Untersuchungshaft vom 14. bis 26. Mai 1965 und vom 14. Juli bis 3. August 1965. Am 14. April 1967 wurde er vom Landgericht Bielefeld wegen Verbrechen in Bialystok zu 6 Jahren und 6 Monaten Zuchthaus verurteilt. Am 27. Juni 1968 wurde er vom Landgericht Köln wegen Verbrechen in Grodno freigesprochen. Errelis trat die Haft mitstrafe Rechtskraft des Revisionsurteils im Februar 1970 in JVA Bochum an. Mehrere Gnadengesuche und ein Antrag auf vorzeitige Entlassung einschließlich einer Beschwerde vor dem Oberlandesgericht Hamm vom 30. November 1973 wurden abgelehnt. Am 25. Juli 1974 wurde er auf Beschluss des Landgerichts Bielefeld vom 19. Juli 1974 aus der Strafhaft auf Bewährung entlassen.